# David Calder
David Calder (ur. 21 maja 1978 w Brandon) – kanadyjski wioślarz, srebrny medalista w wioślarskiej dwójce bez sternika podczas Letnich Igrzysk Olimpijskich w Pekinie.

## Osiągnięcia
- Mistrzostwa Świata Juniorów – Monachium 1994 – czwórka bez sternika – 3. miejsce[1].
- Mistrzostwa Świata Juniorów – Poznań 1995 – dwójka podwójna – 12. miejsce[1].
- Mistrzostwa Świata Juniorów – Glasgow 1996 – dwójka bez sternika – 1. miejsce[1].
- Mistrzostwa Świata – Aiguebelette-le-Lac 1997 – ósemka – 8. miejsce[1].
- Mistrzostwa Świata – Kolonia 1998 – ósemka – 8. miejsce[1].
- Mistrzostwa Świata – St. Catharines 1999 – dwójka bez sternika – 8. miejsce[1].
- Igrzyska Olimpijskie – Sydney 2000 – ósemka – 7. miejsce[1].
- Mistrzostwa Świata – Mediolan 2003 – ósemka – 1. miejsce[1][2].
- Igrzyska Olimpijskie – Ateny 2004 – ósemka – brak[1][3].
- Igrzyska Olimpijskie – Pekin 2008 – dwójka bez sternika – 2. miejsce[1][2].